# Santa Maria dei Pellegrini e Sant'Aristide
Santa Maria dei Pellegrini e Sant'Aristide är en kyrkobyggnad i Rom, helgad åt Jungfru Maria och den helige Aristides av Aten. Kyrkan är belägen vid Via Bernardo Pasquini i zonen Castel Fusano och tillhör församlingen San Tommaso Apostolo.
Kyrkan förestås av Suore missionarie di Maria Aiuto dei Cristiani, en kongregation grundad av den italienske biskopen Stefano Ferrando (1895–1978; vördnadsvärd 2016).

## Historia
Interiören hyser ett konstverk, vilket föreställer Kvällsvarden i Emmaus.

## Kommunikationer
- Järnvägsstationen Casal Bernocchi-Centro Giano på linjen Roma-Lido